# Буллок, Мишель
Мишель Буллок (англ. Michele Bullock; английское произношение: [ˈbʊlək]; род. в 1962/1963, Мельбурн, Виктория, Австралия) — австралийский экономист, являющаяся председателем Резервного банка Австралии (RBA). Приступила к обязанностям управляющего 18 сентября 2023 года и стала первой женщиной на этой должности.

## Личная жизнь и образование
Буллок родилась в 1962 или 1963 году в Мельбурне. Примерно в девятилетнем возрасте она переехала в Армидейл, Новый Южный Уэльс, где училась в средней школе Армидейл.
Первоначально она была принята на медицинский факультет Университета Нового Южного Уэльса, но затем перешла на экономику и в 1984 году окончила Университет Новой Англии (UNE) со степенью бакалавра экономики с отличием. Также училась в Лондонской школе экономики, которую окончила в 1989 году со степенью магистра наук.
Имеет двоих детей.